# Цителсопели (Марнеульский муниципалитет)
Цителсопели (груз. წითელსოფელი, ранее Кирмизкенди) — село в Грузии, в Марнеульском муниципалитете края Квемо-Картли, в сельской общине Кулари.

## Расположение
Расположено на Марнеульской равнине, на правом берегу реки Храми, в 370 метрах над уровнем моря. От города Марнеули отдалено на 15 километров, от железнодорожной станции Шулавери — на 2 км.

## Население
По данным Государственного статистического комитета Грузии, согласно официальной переписи 2002 года, численность населения села Кирмизкенди составляла 1072 человек и на 78 % состояла из армян.
Согласно официальной переписи 2014 года, численность населения села Цителсопели составляет 695 человек.